# Contacto
Contacto és un periòdic setmanal d'informació general luxemburguès en llengua portuguesa. El grup Saint-Paul Luxembourg publica el setmanari des de la seva creació, l'any 1970.
A principis de la dècada de 2000 va ser el periòdic en portuguès més gran del país, amb una difusió setmanal al voltant de 8.000 exemplars. El seu públic potencial són portuguesos que treballen a Luxemburg.